# Columbicola extinctus
Columbicola extinctus é uma espécie de piolho filopterídeo. Acreditava-se que ele havia sido extinto junto com seu único hospedeiro conhecido, o pombo-passageiro (Ectopistes migratorius), antes de sua redescoberta, ao ser encontrado parasitando a pomba-de-coleira (Patagioenas fasciata), espécie de pombo ainda viva.

## Taxonomia
O nome genérico Columbicola vem das palavras latinas columba, "pomba", e -cola, "habitante", em referência aos hospedeiros primários do gênero.
Columbicola extinctus foi originalmente descrito por Richard O. Malcomson em 1937. Acreditava-se originalmente que ele vivia apenas no pombo-passageiro, que estava extinto há 23 anos na época de sua descoberta. Malcomson acreditava que Columbicola extinctus havia se tornado extinto com seu hospedeiro e deu a ele o nome específico extinctus para marcar esse fato. No entanto, em 1999, o piolho foi redescoberto vivendo na pomba-de-coleira, que é o parente vivo mais próximo do pombo-passageiro.

## Descrição
Como outros membros do gênero Columbicola, o inseto é um piolho longo e delgado que apresenta dimorfismo sexual acentuado nas antenas, já que as do macho são muito mais longas do que as da fêmea no terceiro segmento. Tem entre 2,15 e 2,47 mm de comprimento total. A cabeça do macho tem entre 0,52 e 0,59 mm de comprimento e se alarga para formar um leve ombro na placa anterior. A cabeça da fêmea é ligeiramente maior, de 0,53 a 0,64 mm. O tórax tem duas cerdas muito longas de cada lado.

## Distribuição

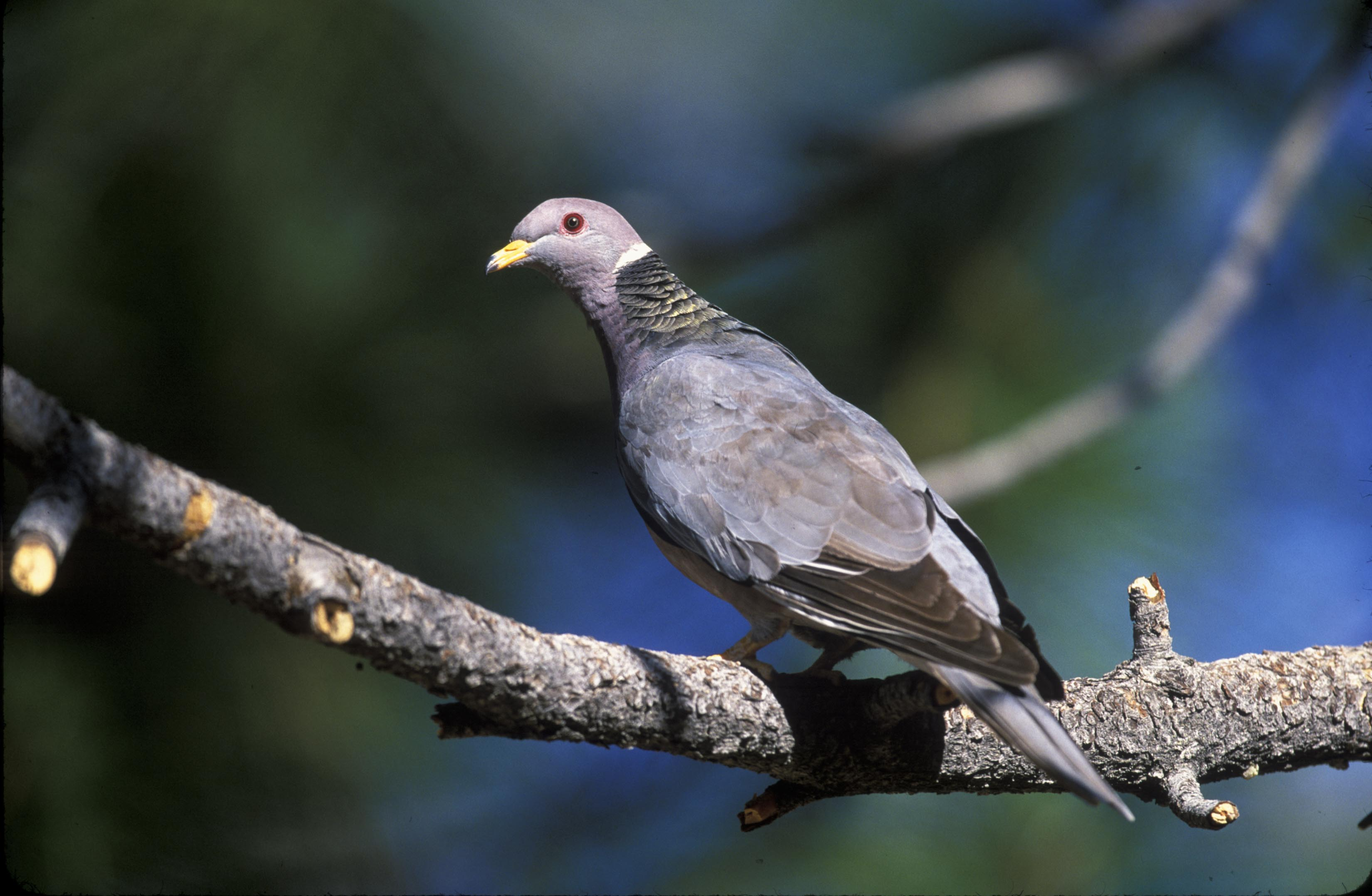
A pomba-de-coleira é a única espécie hospedeira viva conhecida do piolho.

Embora o alcance preciso do Columbicola extinctus não seja conhecido, sabe-se que ele vive apenas em um hospedeiro existente, a pomba-de-coleira, e foi encontrado em indivíduos em toda a sua extensão. Essa pomba vive ao longo da costa do Pacífico da América do Norte, do sul da Colúmbia Britânica ao norte da Baixa Califórnia. Também é encontrado nas Montanhas Rochosas do sul de Utah e Colorado, ao sul do centro do continente, através da América Central e na América do Sul. Embora seu segundo hospedeiro conhecido, o pombo-passageiro, existisse, o piolho também podia ser encontrado no leste da América do Norte, do sul do Canadá ao sul da Costa do Golfo e norte da Flórida; devido à extinção do pombo-passageiro, o piolho agora está extinto deste lado do continente.

## Ecologia
Columbicola extinctus alimenta-se das penas e dos restos de pele do seu hospedeiro. A sua forma alongada permite-lhes esconder-se entre as hastes das penas e, portanto, evitar o deslocamento enquanto o seu hospedeiro está a alisar ou em voo. Passam a vida inteira num pombo hospedeiro, e só podem ser transferidos de um pombo para outro quando os pombos entram em contacto. Estes piolhos põem os seus ovos em partes do corpo inacessíveis à limpeza, como o interior das hastes das penas. C. extinctus é um exopterigoto e nasce como uma versão em miniatura do adulto que é conhecido como ninfa. As ninfas mudam três vezes antes de atingir a forma adulta final, geralmente dentro de um mês após a eclosão.